# Gran Premi di automobilismo 1933
La stagione dei Gran Premi del 1933 fu la prima di due anni di sospensione per il Campionato europeo di automobilismo, in cui cioè non venne assegnato il titolo.
Ciononostante Tazio Nuvolari dimostrò di essere il più vincente tra i piloti, vincendo sette Gran Premi. Allo stesso modo l'Alfa Romeo si dimostrò difficile da battere, vincendo 19 dei 36 Gran Premi della stagione.
Durante il gran premio d'Italia morirono tragicamente Mario Umberto Baconin Borzacchini e Giuseppe Campari per un incidente causato da una macchia d'olio in pista e successivamente Stanislas Czaykowski nello stesso punto e per la stessa causa.

## Riepilogo della stagione

### Grandes Épreuves
|   | Nome                   | Circuito          | Data         | Pilota vincitore | Costruttore vincitore | Resoconto |
| - | ---------------------- | ----------------- | ------------ | ---------------- | --------------------- | --------- |
| 1 | Gran Premio di Monaco  | Monaco            | 23 aprile    | Achille Varzi    | Bugatti               | Resoconto |
| 2 | Gran Premio di Francia | Montlhéry         | 11 giugno    | Giuseppe Campari | Maserati              | Resoconto |
| 3 | Gran Premio del Belgio | Spa-Francorchamps | 9 luglio     | Tazio Nuvolari   | Maserati              | Resoconto |
| 4 | Gran Premio d'Italia   | Monza             | 10 settembre | Luigi Fagioli    | Alfa Romeo            | Resoconto |
| 5 | Gran Premio di Spagna  | Lasarte           | 24 settembre | Louis Chiron     | Alfa Romeo            | Resoconto |

### Altri gran premi
|   | Nome                            | Circuito       | Data         | Pilota vincitore            | Costruttore vincitore | Resoconto |
| - | ------------------------------- | -------------- | ------------ | --------------------------- | --------------------- | --------- |
|   | Gran Premio di Pau              | Pau            | 19 febbraio  | Marcel Lehoux               | Bugatti               | Resoconto |
|   | Gran Premio invernale di Svezia | Rämen          | 23 febbraio  | Per-Viktor Widengren        | Alfa Romeo            | Resoconto |
|   | Swedish Ice Race                | Hemfjärden     | 5 marzo      | Paul Pietsch                | Alfa Romeo            | Resoconto |
|   | Gran Premio d'Australia         | Phillip Island | 20 marzo     | Bill Thompson               | Riley                 | Resoconto |
| A | Gran Premio di Tunisi           | Cartagine      | 26 marzo     | Tazio Nuvolari              | Alfa Romeo            | Resoconto |
|   | Circuito di Alessandria         | Alessandria    | 30 aprile    | Tazio Nuvolari              | Alfa Romeo            | Resoconto |
| B | Gran Premio di Tripoli          | Mellaha        | 7 maggio     | Achille Varzi               | Bugatti               | Resoconto |
|   | Gran Premio di Finlandia        | Eläintarharata | 7 maggio     | Karl Ebb                    | Mercedes-Benz         | Resoconto |
| C | Avusrennen                      | AVUS           | 21 maggio    | Achille Varzi               | Bugatti               | Resoconto |
|   | Gran Premio di Piccardia        | Péronne        | 21 maggio    | Philippe Étancelin          | Alfa Romeo            | Resoconto |
| D | Eifelrennen                     | Nürburgring    | 28 maggio    | Tazio Nuvolari              | Alfa Romeo            | Resoconto |
|   | Targa Florio                    | Madonie        | 28 maggio    | Marchese Antonio Brivio     | Alfa Romeo            | Resoconto |
|   | Coppa della Provenza            | Nîmes          | 4 giugno     | Marcel Jacob                | Bugatti               | Resoconto |
|   | Gran Premio di Nîmes            | Nîmes          | 4 giugno     | Tazio Nuvolari              | Alfa Romeo            | Resoconto |
|   | Grand Prix des Frontières       | Chimay         | 4 giugno     | Willy Longueville           | Bugatti               | Resoconto |
|   | Gran Premio di Leopoli          | Leopoli        | 11 giugno    | Eugen Björnstad             | Alfa Romeo            | Resoconto |
|   | Circuito di Firenze             | Firenze        | 11 giugno    | Conte Carlo Felice Trossi   | Alfa Romeo            | Resoconto |
|   | Gran Premio di Penya Rhin       | Montjuïc Park  | 25 giugno    | Juan Zanelli                | Alfa Romeo            | Resoconto |
|   | Coppa dell'Impero Britannico    | Brooklands     | 1º luglio    | Stanislas Czaykowski        | Bugatti               | Resoconto |
| E | Gran Premio della Marna         | Reims          | 2 luglio     | Philippe Étancelin          | Alfa Romeo            | Resoconto |
|   | Mannin Beg                      | Douglas        | 12 luglio    | Freddie Dixon               | Riley                 | Resoconto |
|   | Mannin Moar                     | Douglas        | 14 luglio    | Brian Lewis, Baron Essendon | Alfa Romeo            | Resoconto |
|   | Gran Premio di Dieppe           | Dieppe         | 15 luglio    | Marcel Lehoux               | Bugatti               | Resoconto |
|   | Coppa Ciano                     | Montenero      | 30 luglio    | Tazio Nuvolari              | Maserati              | Resoconto |
| F | Gran Premio di Nizza            | Nizza          | 6 agosto     | Tazio Nuvolari              | Maserati              | Resoconto |
|   | Gran Premio estivo di Svezia    | Vram           | 6 agosto     | Marchese Antonio Brivio     | Alfa Romeo            | Resoconto |
|   | Gran Premio di La Baule         | La Baule       | 13 agosto    | William Grover-Williams     | Bugatti               | Resoconto |
| G | Coppa Acerbo                    | Pescara        | 13 agosto    | Luigi Fagioli               | Alfa Romeo            | Resoconto |
|   | Grand Prix du Comminges         | Saint-Gaudens  | 20 agosto    | Luigi Fagioli               | Alfa Romeo            | Resoconto |
| H | Gran Premio di Marsiglia        | Miramas        | 27 agosto    | Louis Chiron                | Alfa Romeo            | Resoconto |
|   | Gran Premio di Albi             | Albi           | 27 agosto    | Louis Braillard             | Bugatti               | Resoconto |
| J | Gran Premio di Monza            | Monza          | 10 settembre | Marcel Lehoux               | Bugatti               | Resoconto |
| K | Gran Premio di Cecoslovacchia   | Brno           | 17 settembre | Louis Chiron                | Bugatti               | Resoconto |
|   | Grand Prix de l’UMF             | Montlhéry      | 17 settembre | Raymond Sommer              | Alfa Romeo            | Resoconto |
|   | Donington Park Trophy           | Donington Park | 7 ottobre    | Francis Curzon Earl Howe    | Bugatti               | Resoconto |
|   | Gran Premio del Brasile         | Gávea          | 8 ottobre    | Baron Manuel de Teffé       | Maserati              | Resoconto |
|   | Mountain Championship           | Brooklands     | 21 ottobre   | Whitney Straight            | Maserati              | Resoconto |

## Scuderie piloti

### Tabella riassuntiva
Queste tabelle intendono solo coprire le voci nelle gare principali, utilizzando la chiave sopra. Include tutti gli antipasti delle Grandes Épreuves.
| Scuderia                      | Costruttore         | Vettura                           | Motore                                                           | Pilota                               | Gare                                    |
| ----------------------------- | ------------------- | --------------------------------- | ---------------------------------------------------------------- | ------------------------------------ | --------------------------------------- |
| Officine Alfieri Maserati SpA | Maserati            | 8C-3000 8C-2800 Tipo 8CM Tipo 4CM | Maserati                                                         | Ernesto Maserati                     | [2], [4]                                |
| Officine Alfieri Maserati SpA | Maserati            | 8C-3000 8C-2800 Tipo 8CM Tipo 4CM | Maserati                                                         | Luigi Fagioli                        | 1♠, [2]; A, B, [C], [D]                 |
| Officine Alfieri Maserati SpA | Maserati            | 8C-3000 8C-2800 Tipo 8CM Tipo 4CM | Maserati                                                         | Giuseppe Campari                     | 2♠, [3]; B, E, F                        |
| Officine Alfieri Maserati SpA | Maserati            | 8C-3000 8C-2800 Tipo 8CM Tipo 4CM | Maserati                                                         | Conte Goffredo Zehender              | 3, 4, 5; H                              |
| Officine Alfieri Maserati SpA | Maserati            | 8C-3000 8C-2800 Tipo 8CM Tipo 4CM | Maserati                                                         | Nicola Parenti                       | 4*                                      |
| Officine Alfieri Maserati SpA | Maserati            | 8C-3000 8C-2800 Tipo 8CM Tipo 4CM | Maserati                                                         | Tazio Nuvolari                       | 4, 5; F♠, G♠, H, [J]                    |
| Officine Alfieri Maserati SpA | Maserati            | 8C-3000 8C-2800 Tipo 8CM Tipo 4CM | Maserati                                                         | Baconin Borzacchini                  | G♠, H, J†                               |
| Officine Alfieri Maserati SpA | Maserati            | 8C-3000 8C-2800 Tipo 8CM Tipo 4CM | Maserati                                                         | Piero Taruffi                        | 5                                       |
| Automobiles Ettore Bugatti    | Bugatti             | Tipo 51 Tipo 54 Tipo 59           | Bugatti                                                          | Achille Varzi                        | 1, [2], 3, [4], 5; A, B♠, C, F♠, G♠, K♠ |
| Automobiles Ettore Bugatti    | Bugatti             | Tipo 51 Tipo 54 Tipo 59           | Bugatti                                                          | René Dreyfus                         | 1, [2], 3, [4], 5; F, G, H, K           |
| Automobiles Ettore Bugatti    | Bugatti             | Tipo 51 Tipo 54 Tipo 59           | Bugatti                                                          | William Grover-Williams              | 1, [2], 3, [4], [5]; C                  |
| Automobiles Ettore Bugatti    | Bugatti             | Tipo 51 Tipo 54 Tipo 59           | Bugatti                                                          | Albert Divo                          | [2], 5*                                 |
| Daimler-Benz AG               | Mercedes-Benz       | SSKL                              | Mercedes-Benz                                                    | Manfred von Brauchitsch              | C, D, K                                 |
| Daimler-Benz AG               | Mercedes-Benz       | SSKL                              | Mercedes-Benz                                                    | Otto Merz                            | [C†]                                    |
| Scuderia Ferrari              | Alfa Romeo          | 8C-2300 8C-2600 Tipo B            | Alfa Romeo                                                       | Tazio Nuvolari                       | 1, 2, 3; A, B, C, D, E                  |
| Scuderia Ferrari              | Alfa Romeo          | 8C-2300 8C-2600 Tipo B            | Alfa Romeo                                                       | Baconin Borzacchini                  | 1, [2], 3; A, B, C                      |
| Scuderia Ferrari              | Alfa Romeo          | 8C-2300 8C-2600 Tipo B            | Alfa Romeo                                                       | Eugenio Siena                        | 1, 3, 4, 5; C, D, G♠, [J]               |
| Scuderia Ferrari              | Alfa Romeo          | 8C-2300 8C-2600 Tipo B            | Alfa Romeo                                                       | Conte Carlo Felice Trossi            | 1; [G], J                               |
| Scuderia Ferrari              | Alfa Romeo          | 8C-2300 8C-2600 Tipo B            | Alfa Romeo                                                       | Piero Taruffi                        | 2; D                                    |
| Scuderia Ferrari              | Alfa Romeo          | 8C-2300 8C-2600 Tipo B            | Alfa Romeo                                                       | Marchese Antonio Brivio              | 4; [G], K                               |
| Scuderia Ferrari              | Alfa Romeo          | 8C-2300 8C-2600 Tipo B            | Alfa Romeo                                                       | Luigi Fagioli                        | 4, 5; F, G, H, K                        |
| Scuderia Ferrari              | Alfa Romeo          | 8C-2300 8C-2600 Tipo B            | Alfa Romeo                                                       | Giuseppe Campari                     | 4; G, J†                                |
| Scuderia Ferrari              | Alfa Romeo          | 8C-2300 8C-2600 Tipo B            | Alfa Romeo                                                       | Louis Chiron                         | 4, 5; [G], H, K                         |
| Scuderia Ferrari              | Alfa Romeo          | 8C-2300 8C-2600 Tipo B            | Alfa Romeo                                                       | Mario Tadini                         | B, [G]                                  |
| Scuderia Chiron-Caracciola    | Alfa Romeo          | 8C-2300                           | Alfa Romeo                                                       | Louis Chiron                         | 1, 2, 3; C, D                           |
| Scuderia Chiron-Caracciola    | Alfa Romeo          | 8C-2300                           | Alfa Romeo                                                       | Rudolf Caracciola                    | [1]                                     |
| Raymond Sommer                | Maserati Alfa Romeo | 8C-2800 Tipo 8CM 8C-2300          | Maserati 2.8L S8 s/c Maserati 3.0L S8 s/c Alfa Romeo 2.3L S8 s/c | Raymond Sommer                       | 1, 2, 3, [4]; A, [B], E, F, H           |
| Raymond Sommer                | Maserati Alfa Romeo | 8C-2800 Tipo 8CM 8C-2300          | Maserati 2.8L S8 s/c Maserati 3.0L S8 s/c Alfa Romeo 2.3L S8 s/c | Conte Goffredo Zehender              | 1; B                                    |
| Raymond Sommer                | Maserati Alfa Romeo | 8C-2800 Tipo 8CM 8C-2300          | Maserati 2.8L S8 s/c Maserati 3.0L S8 s/c Alfa Romeo 2.3L S8 s/c | Jean-Pierre Wimille                  | 5; F, G, H, K                           |
| Paul Pietsch                  | Alfa Romeo          | 8C-2300                           | Alfa Romeo                                                       | Paul Pietsch                         | [4]; A, D, E, [J], K                    |
| Charly Jellen                 | Alfa Romeo          | 8C-2300                           | Alfa Romeo                                                       | Charles "Charly" Jellen              | [4]; [B], C, D, E, F, [J], [K]          |
| Écurie Villars-Waldthausen    | Alfa Romeo          | 8C-2300                           | Alfa Romeo                                                       | Julio Villars                        | 2, [3]; A, D, E, H                      |
| Écurie Villars-Waldthausen    | Alfa Romeo          | 8C-2300                           | Alfa Romeo                                                       | Baron Horst von Waldthausen          | 2, [3]; A, D, E, H†                     |
| Scuderia Capredoni            | Bugatti Alfa Romeo  | Tipo 51 8C-2300                   | Bugatti Alfa Romeo                                               | Pietro Ghersi                        | 4♠; [A♠], B♠, G, J♠                     |
| Marcel Lehoux                 | Bugatti Alfa Romeo  | Tipo 51 8C-2300                   | Bugatti Alfa Romeo                                               | Marcel Lehoux                        | 1, 2, 3, 4, 5; A, E, F, H, J, K         |
| Jean-Pierre Wimille           | Alfa Romeo          | 8C-2300                           | Alfa Romeo                                                       | Jean-Pierre Wimille                  | 1, 2, [3]; E                            |
| Earl Howe                     | Bugatti             | Tipo 51                           | Bugatti                                                          | Francis Curzon Earl Howe             | 1, 2, 4; F, G, J, L                     |
| Philippe Étancelin            | Alfa Romeo          | 8C-2300                           | Alfa Romeo                                                       | Philippe Étancelin                   | 1, 2, 5; A, E, F, H                     |
| Benoît Falchetto              | Bugatti             | Tipo 51                           | Bugatti                                                          | Benoît Falchetto                     | 1, [2], 5; A, [E]                       |
| Bernard Rubin                 | Alfa Romeo          | 8C-2300                           | Alfa Romeo                                                       | Sir Henry "Tim" Birkin               | 1, [2]; B, †                            |
| László Hartmann               | Bugatti             | Tipo 51                           | Bugatti                                                          | László Hartmann                      | 1; [A], B, C, D, [F], H, K              |
| Guy Moll                      | Bugatti Alfa Romeo  | Tipo 35C 8C-2300                  | Bugatti Alfa Romeo                                               | Guillaume "Guy" Moll                 | 2, 3, 4; A, E, F, H, J, K               |
| Jean Gaupillat                | Bugatti             | Tipo 51                           | Bugatti                                                          | Jean Gaupillat                       | 2, 4; A, [H], [J], [K]                  |
| Stanislas Czaykowski          | Bugatti             | Tipo 51C                          | Bugatti                                                          | Count Stanislas Czaykowski           | 2, [4]; A, C, J†                        |
| Juan Zanelli                  | Alfa Romeo          | 8C-2300                           | Alfa Romeo                                                       | Juan Zanelli                         | 2, 5; A, [E], [H]                       |
| Pierre Bussienne              | Bugatti             | Tipo 51                           | Bugatti                                                          | Pierre Bussienne                     | 2, [5]                                  |
| Goffredo Zehender             | Maserati            | 8C-2800 8CM                       | Maserati                                                         | Conte Goffredo Zehender              | 2; A, E, F, G, [J]                      |
| George Eyston                 | Alfa Romeo          | 8C-2300                           | Alfa Romeo                                                       | Capt George Eyston                   | 2; [D]                                  |
| Pierre Félix                  | Alfa Romeo Bugatti  | 8C-2300 Tipo 35C                  | Alfa Romeo 2.3L S8 s/c Bugatti 2.0L S8 s/c                       | Dr Pierre Félix                      | 2; E, F, H                              |
| Edgar Markiewicz              | Bugatti             | Tipo 35B                          | Bugatti                                                          | Edgar "Marko" Markiewicz             | 3; K                                    |
| Luigi Premoli                 | Bugatti             | BMP Speziale                      | Maserati                                                         | Conte Luigi Premoli                  | 4; A, B, J                              |
| Robert Brunet                 | Bugatti             | Tipo 51                           | Bugatti                                                          | Robert Brunet                        | 4; A, G                                 |
| Clemente Biondetti            | Bugatti             | MB Spéciale                       | Maserati                                                         | Clemente Biondetti                   | 4; B, E, [F], J                         |
| Piero Taruffi                 | Alfa Romeo Maserati | 8C-2300 8CM                       | Alfa Romeo Maserati                                              | Piero Taruffi                        | 4; B, G, [J], [K]                       |
| Lelio Pellegrini              | Alfa Romeo          | 8C-2300                           | Alfa Romeo                                                       | Lelio Pellegrini Quarantotti (Rover) | 4; B, G, J                              |
| Renato Balestrero             | Alfa Romeo          | 8C-2300 spider                    | Alfa Romeo                                                       | Renato Balestrero                    | 4; B, J, K                              |
| Whitney Straight              | Maserati Alfa Romeo | 26M 8C-2300                       | Maserati Alfa Romeo                                              | Whitney Straight                     | 4; E, G, J                              |
| Luigi Castelbarco             | Alfa Romeo          | 8C-2300                           | Alfa Romeo                                                       | Conte Luigi Castelbarco              | 4; J                                    |
| Emil Frankl                   | Bugatti             | Tipo 35B                          | Bugatti                                                          | Emil Frankl                          | 5                                       |

Nota: * indica che ha corso solo nell'evento come pilota di riserva,

"♠" Il pilota ufficiale ha corso da pilota privato in quella gara,

"V" indica che il pilota ha corso nella classe Voiturette,

"†" Pilota ucciso durante questa stagione di corse,

Quelle tra parentesi mostrano che, pur essendo iscritto, il pilota non ha corso.

## Classifiche

### Classifica risultati piloti
| Posizione | Pilota                               | Team                                        | TUN | MON | TRI | AVS | EIF | FRA | MAR | BEL | NIC | CAC | MRS  | ITA | MNZ  | MSK | ESP | Punti |
| --------- | ------------------------------------ | ------------------------------------------- | --- | --- | --- | --- | --- | --- | --- | --- | --- | --- | ---- | --- | ---- | --- | --- | ----- |
|           | Tazio Nuvolari                       | Scuderia Ferrari Officine Alfieri Maserati  | 1   | SQ  | 2   | 3=  | 1   | Rit | Rit | 1   | 1   | 2   | Rit  | 2   |      |     | Rit |       |
|           | Louis Chiron                         | Scuderia Chiron-Caracciola Scuderia Ferrari |     | 4   |     | Rit | 4   | Rit |     | Rit |     |     | 1    | Rit |      | 1   | 1   |       |
|           | Achille Varzi                        | Automobiles Ettore Bugatti                  | Rit | 1   | 1   | 1   |     |     |     | 2   | Rit | 4   |      |     |      |     | 4   |       |
|           | Luigi Fagioli                        | Officine Alfieri Maserati Scuderia Ferrari  | Rit | Rit | Rit |     |     |     |     |     | 4   | 1   | 2    | 1   |      | 2   | 2   |       |
|           | Philippe Étancelin                   | Philippe Étancelin                          | Rit | Rit |     |     |     | 2   | 1   |     | Rit |     | Rit  |     |      |     | 7   |       |
|           | Marcel Lehoux                        | Marcel Lehoux                               | Rit | Rit |     |     |     | Rit | Rit | 4   | 5   |     | 6    | 4   | 1    | Rit | 3   |       |
|           | Giuseppe Campari                     | Officine Alfieri Maserati Scuderia Ferrari  |     |     | Rit |     |     | 1   | Rit |     | 8   | Rit |      |     | Rit† |     |     |       |
|           | Baconino "Baconin" Borzacchini       | Scuderia Ferrari Officine Alfieri Maserati  | 2   | 2   | Rit | 3=  |     | NP  |     | Rit |     | Rit | Rit  |     | Rit† |     |     |       |
|           | René Dreyfus                         | Automobiles Ettore Bugatti                  |     | 3   |     |     |     |     |     | 3   | 2   | Rit | Rit  |     |      | 4   | 6   |       |
|           | Guillaume "Guy" Moll                 | Guy Moll                                    | Rit |     |     |     |     | 5   | SQ  | Rit | 3   |     | 3    | 8   | 2    | Rit |     |       |
|           | Jean-Pierre Wimille                  | Jean-Pierre Wimille Raymond Sommer          |     | Rit |     |     |     | Rit | 2   |     | Rit |     | 4    |     |      | 3   | 5   |       |
|           | Manfred von Brauchitsch              | Manfred von Brauchitsch                     |     |     |     | 6   | 2   |     |     |     |     |     |      |     |      | Rit |     |       |
|           | Stanislas Czaykowski                 | Stanislas Czaykowski                        | Rit |     |     | 2   |     | Rit |     |     |     |     |      |     | Rit† |     |     |       |
|           | Piero Taruffi                        | Scuderia Ferrari Officine Alfieri Maserati  |     |     | 5   |     | 3   | Rit |     |     |     | 3   |      | Rit |      |     | Rit |       |
|           | Goffredo Zehender                    | Raymond Sommer Officine Alfieri Maserati    | 3   | 6   | Rit |     |     | Rit | Rit | Rit | Rit | Rit | 5    | 3   |      |     | Rit |       |
|           | Raymond Sommer                       | Raymond Sommer                              | Rit | Rit |     |     |     | 4   | 3   | 7   | Rit |     | 4    | 3   |      |     | Rit |       |
|           | Tim Birkin                           | Tim Birkin                                  |     | Rit | 3   |     |     |     | †   | 7   | Rit |     | 4    | 3   |      |     | Rit |       |
|           | George Eyston                        | George Eyston                               |     |     |     |     |     | 3   |     |     |     |     |      |     |      |     |     |       |
|           | Felice Bonetto                       | Felice Bonetto                              |     |     |     |     |     |     |     |     |     |     |      |     | 3    |     |     |       |
|           | Whitney Straight                     | Whitney Straight                            |     |     |     |     |     |     | 4   |     |     | Rit |      | 11  | 4    |     |     |       |
|           | Karl von Waldthausen                 | Écurie Villars-Waldthausen                  | 4   |     |     |     | Rit | 6   | Rit |     |     |     | Rit† |     |      |     |     |       |
|           | Attilio Battilana                    | Attilio Battilana                           |     |     | 4   |     |     |     |     |     |     |     |      | Rit | Rit  |     |     |       |
|           | László Hartmann                      | László Hartmann                             | NP  | 8   | 9   | 7   | 5   |     |     |     |     |     | 7    |     |      | 5   |     |       |
|           | Eugenio Siena                        | Scuderia Ferrari                            |     | Rit |     | Rit | 7   |     |     | 5   |     | Rit |      | 5   |      |     | Rit |       |
|           | Renato Balestrero                    | Renato Balestrero                           |     |     | 6   |     |     |     |     |     |     |     |      | 9   | 5    | 8   |     |       |
|           | Earl Howe                            | Earl Howe                                   |     | Rit |     |     |     | Rit |     |     | Rit | 5   |      | 12  | Rit  |     |     |       |
|           | Benoît Falchetto                     | Benoît Falchetto                            | 5   | Rit |     |     |     |     |     |     |     |     |      |     |      | Rit |     |       |
|           | Carlo Felice Trossi                  | Scuderia Ferrari                            |     | 5   |     |     |     |     |     |     |     |     |      | Rit |      |     |     |       |
|           | Charles "Charly" Jellen              | Charles "Charly" Jellen                     |     |     |     | 5   | Rit |     | Rit |     | Rit |     |      |     |      |     |     |       |
|           | Paul Pietsch                         | Paul Pietsch                                | 7   |     |     |     | 6   |     | Rit |     |     |     |      |     | Rit  |     |     |       |
|           | William Grover-Williams              | Automobiles Ettore Bugatti                  |     | 7   |     | Rit |     |     |     | 6   |     |     |      |     |      | NP  |     |       |
|           | Lelio Pellegrini Quarantotti (Rover) | Lelio Pellegrini Quarantotti (Rover)        |     |     | Rit |     |     |     |     |     |     | 6   |      | 13  | Rit  |     |     |       |
|           | Frédéric Toselli                     | Frédéric Toselli                            | 6   |     | †   |     |     |     |     |     |     |     |      |     |      |     |     |       |
|           | Brian Lewis                          | Brian Lewis                                 |     |     |     |     |     |     |     |     | 6   |     |      |     |      |     |     |       |
|           | Luigi Castelbarco                    | Luigi Castelbarco                           |     |     |     |     |     |     |     |     |     |     | 6    | Rit |      |     |     |       |
|           | Clemente Biondetti                   | Clemente Biondetti                          |     |     | Rit |     |     |     | Rit |     |     |     |      | Rit | 6    |     |     |       |
|           | Zdenĕk Pohl                          | Zdenĕk Pohl                                 |     |     |     |     |     |     |     |     |     |     |      |     |      | 6   |     |       |

| LEGENDA     | LEGENDA                        | LEGENDA |
| Colore      | Risultato                      | Punti   |
| ----------- | ------------------------------ | ------- |
| Oro         | Vincitore                      | 1       |
| Argento     | 2º                             | 2       |
| Bronzo      | 3º posto                       | 3       |
| Verde       | Completato più del 75%         | 4       |
| Blu         | Completato tra il 50% e il 75% | 5       |
| Porpora     | Completato tra il 25% e il 50% | 6       |
| Rosso       | Completato meno del 25%        | 7       |
| Nero        | Squalificato                   | 8       |
| Trasparente | Non ha partecipato             | 8       |

† Deceduto.
Vengono mostrati solo i piloti con un miglior piazzamento di 6° o migliore, o un giro più veloce.

### Classifica risultati costruttori
| Posizione | Costruttore   | TUN | MON | TRI | AVS | EIF | FRA | MAR | BEL | NIC | CAC | MRS | ITA | MNZ | MSK | ESP |
| --------- | ------------- | --- | --- | --- | --- | --- | --- | --- | --- | --- | --- | --- | --- | --- | --- | --- |
|           | Alfa Romeo    | 1   | 2   | 2   | 3   | 1   | 2   | 1   | 5   | 3   | 1   | 1   | 1   | 2   | 1   | 1   |
|           | Bugatti       | 5   | 1   | 1   | 1   | 5   | Rit | Rit | 2   | 2   | 4   | 7   | 10  | 1   | 4   | 3   |
|           | Maserati      | 3   | 6   | 3   |     |     | 1   | 4   | 1   | 1   | 2   | 5   | 2   | 4   |     | Rit |
|           | Mercedes-Benz |     |     |     | 6   | 2   |     |     |     |     |     |     |     |     | Rit |     |
|           | Talbot        |     |     | Rit |     |     |     |     |     |     |     |     |     |     |     |     |

| LEGENDA     | LEGENDA                        | LEGENDA |
| Colore      | Risultato                      | Punti   |
| ----------- | ------------------------------ | ------- |
| Oro         | Vincitore                      | 1       |
| Argento     | 2º                             | 2       |
| Bronzo      | 3º posto                       | 3       |
| Verde       | Completato più del 75%         | 4       |
| Blu         | Completato tra il 50% e il 75% | 5       |
| Porpora     | Completato tra il 25% e il 50% | 6       |
| Rosso       | Completato meno del 25%        | 7       |
| Nero        | Squalificato                   | 8       |
| Trasparente | Non ha partecipato             | 8       |